# Египетско-арабская Википедия
Египетско-арабская Википедия (Википедия на египетском арабском языке, википедия на ма́сри, масри ويكيبيديا مصرى) — раздел Википедии на египетском диалекте арабского языка. Начал работу 24 ноября 2008 года.
Выступает в качестве альтернативы арабской Википедии для египтян.
В настоящее время в египетско-арабском разделе Википедии содержится 2,5 % от всех начатых статей во всех 285 языковых разделах Википедии.
Количество статей в египетско-арабской Википедии составляет 1 628 124.
Всего зарегистрировано 264 685 участников, из них 162 активных участников.

## История
30 марта 2008 года была подана заявка в языковой комитет, а 2 апреля того же года был создан тестовый раздел в Викиинкубаторе. 23 июля 2008 года языковой комитет Википедии одобрил создание языкового данного раздела. Тем не менее, уже обсуждение возможности создания этого языкового раздела выявило серьёзный конфликт между его сторонниками и противниками.
Создание египетско-арабского раздела обсуждалось на Викимании 2008 в Александрии. 24 ноября 2008 года египетско-арабская Википедия была открыта официально и стала доступна как arz.wikipedia.org.
Вокруг египетско-арабского раздела сразу возникло много разногласий. Сторонники раздела считают, что египетский диалект является очень распространённым в арабском языке, и достойным отдельного раздела, противники же считают, что это удар по единству арабов, и считают создание такого раздела  анахронизмом. Противники указывали на то, что язык, используемый в египетской википедии основан на устаревшем литературном египетском диалекте, на котором написанная значительная часть классической литературы, но который редко используется в обиходе египтян, сама разговорная речь египтян заметно отличается. Противники также утверждали, что большая часть активных пользователей состоит из египетских христиан, таким образом они стремились подорвать не только арабское, но и исламское единство. Даже имеются те, кто видят в этом еврейский заговор. В результате по инициативе противников была создана целая оппозиция, чья цель заключается в том, чтобы помешать развитию арабо-египетского раздела. Они стали проводить различные кампании, в том числе и в Фейсбуке, направленные на борьбу с развитием египетской Википедии. Некоторые из них даже призывали интернет-пользователей совершать вандальные атаки на проект. По утверждению оппозиции, они не признают арабо-египетский диалект языком и таким образом способствуют развитию арабской Википедии.
В начале марта 2013 года количество статей Египетско-арабской Википедии превысило отметку 10 000, в июле 2020 — 1 миллион. Также, разрабатывается Викисловарь на египетском диалекте.